# Nomada vicina
Nomada vicina är en biart som beskrevs av Cresson 1863. Nomada vicina ingår i släktet gökbin, och familjen långtungebin.

## Underarter
Arten delas in i följande underarter:
- N. v. stevensi
- N. v. vicina

## Bildgalleri

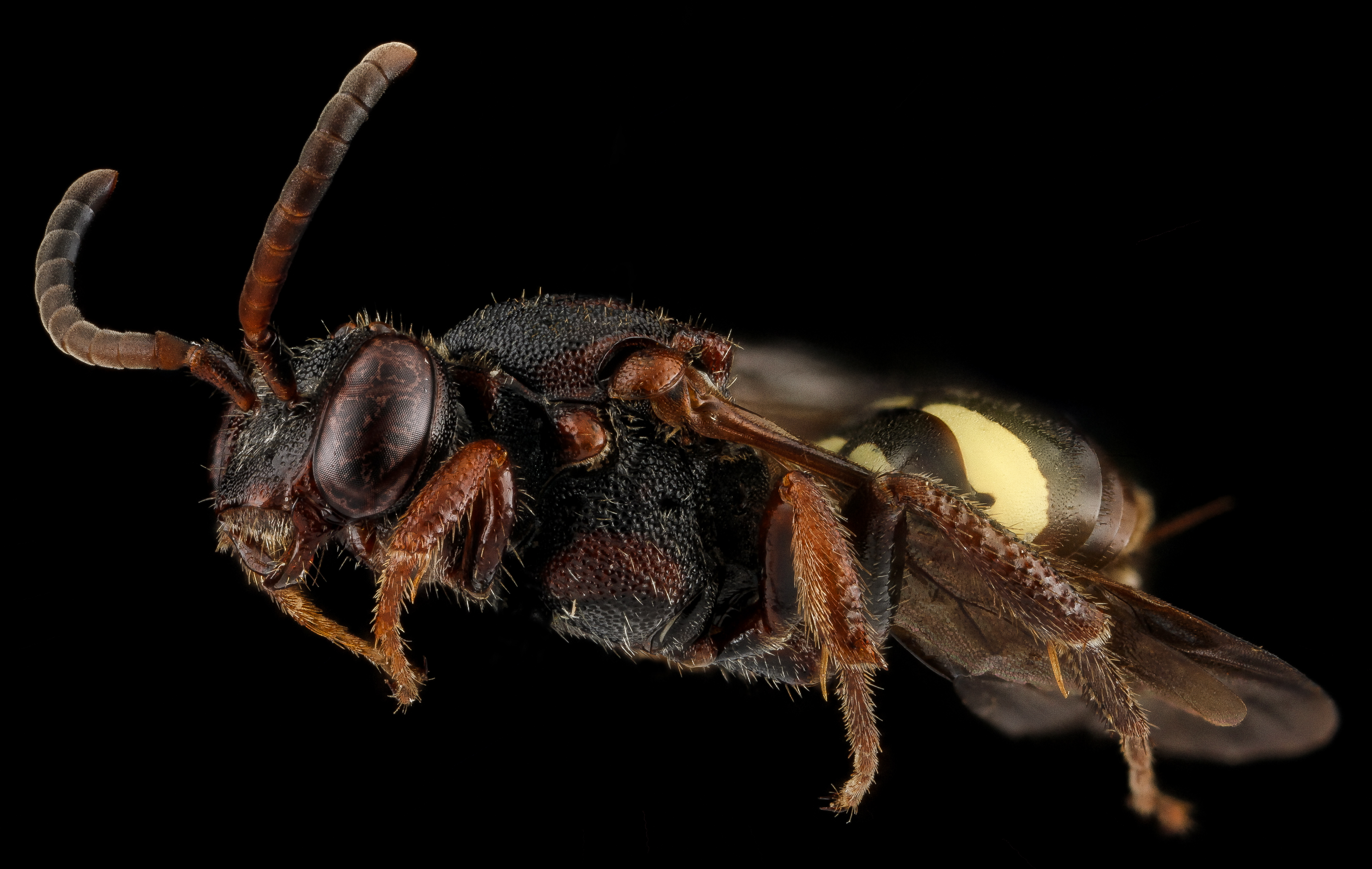
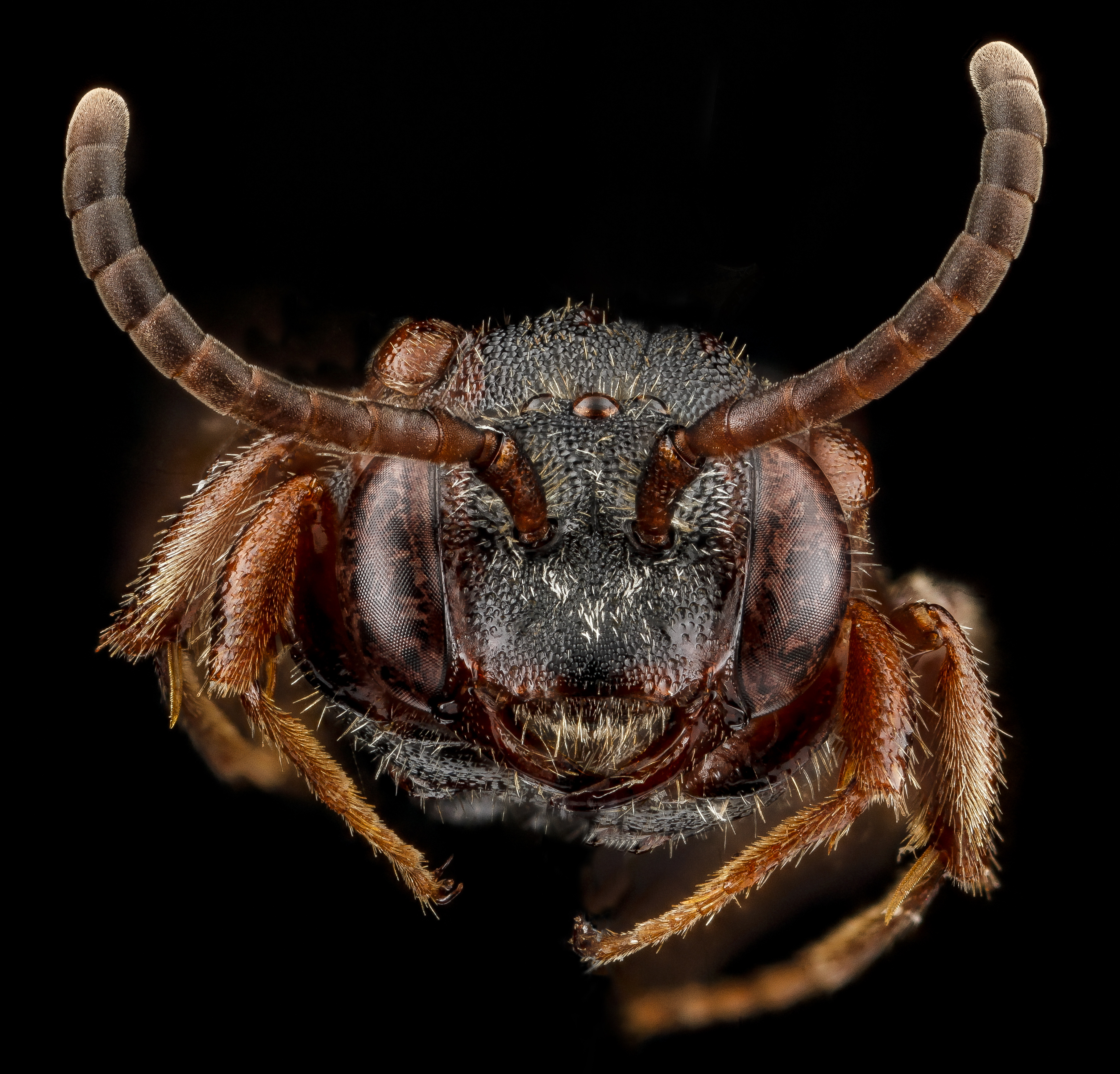